# Johann Jahn (Theologe, 1604)
Johann Jahn, latinisiert Johannes Janus, (getauft 3. April 1604 in Schneeberg; † 5. Mai 1651 ebenda) war ein evangelischer Geistlicher und Exulant. Er ist nicht zu verwechseln mit seinem Sohn gleichen Namens.

## Leben
Jahn war der Sohn des Schul- und Rechenmeisters von Schneeberg Esaias Jahn und dessen zweiter Ehefrau Margaretha Lorenz, der Tochter des Stadtrichters und Bergmeisters von Marienberg Tobias Lorenz. Sein Bruder war Esias Jahn (junior).
Ab 1618 studierte er an den Universitäten Leipzig, Magdeburg und Wittenberg Theologie. Am 25. Dezember 1631 trat er im böhmischen Platten die Pfarrstelle an, die seit Jahren unbesetzt war, bis er am 5. September 1635 von dort vertrieben wurde. Für zwei Jahre hielt er sich als Privatier in Dresden auf. Von 1637 bis 1641 wirkte er als Pfarrer in Kürbitz bei Plauen. 1641 schrieb der Rittergutsbesitzer von Kürbitz, Urban Caspar von Feilitzsch, an den sächsischen Oberhofprediger Matthias Hoë von Hoënegg und bat um die Empfehlung eines etwas älteren Pfarrers, weil er mit den jüngeren schlechte Erfahrungen gemacht habe und Jahn nicht länger zu dulden sei.
Nachdem auf hohe Vermittlung der evangelische Gottesdienst in Platten zunächst wieder erlaubt wurde, kehrte Jahn 1642 dorthin zurück und wurde der letzte evangelische Pfarrer der Bergstadt. 1645 suchte er auf der Jugel bei Christoph Löbel Zuflucht. 1649 begab er sich wieder in seinen Geburtsort Schneeberg, wo er auch starb. Die Leichenpredigt auf ihn hielt der Oberpfarrer Christoph Schindler. Sie wurde 1653 in Zwickau zum Druck gegeben.

## Familie
Jahn vermählte sich in erster Ehe am 19. Mai 1634 in Platten mit Rosina, der Witwe des Stadtrichters von St. Joachimsthal Conrad Hütter, und in zweiter Ehe am 23. April 1642 in Eibenstock mit Margaretha Berckhau, der Tochter Apothekers von Magdeburg Laurentius Berckhau. Letzterer war Stifter der ersten Farbmühle unweit von Platten. Sein Sohn Johann Jahn (junior) war Pastor in Raben (Rabenstein/Fläming) bei Wittenberg und schließlich in Aue.

## Auszüge
Johann Jahn schreibt 1635 über seine Amtsenthebung in das Kirchenbuch von Platten:

„So hat mich ein Erbar Rath ofs Rathauß komen laß, und mir den Camer Befehl vorgehalt, darinnen zubefinden das die
Evangelischen Priester das könig=Reich Böhaimb quittiren, und also insiqulin gehen solten: welches ich mit allen willen
aneptieret und angenomen und auch, weil plötzlich und un=vorsehene Abschaffung erfolget, das exerieten religionis
eingestellet: Und haben Sie wiewohl in befehl es nicht gestand die Schlüßel Zur Kirchen so bald den 5. Septembl. ans
oberAmpt eingegeben Gott der ewige könig gebe Mir einen ander vorum in seiner kirchen, und beschere mit nach seinen
Göttlichen willen einer anderen kirch. endienst: erhalte meine liebe Seelenkinder die bißher das reine klare ware wort Gottes
haben angehöret, bey erkendnis deßelben besten=diglich, das Sie nicht abweichen auf die krummiren Jrrwege. Sondern
allesampt in Christo Jesu, dem einigen mittler, eß wohl alß ich, gezeicht und ewig sehlig werden. Amen“

## Werke
- Coelum Stellatum Catecheticum. Oder Catechetischer Stern-Himmel : Das ist: Ein feines kleines Concordantzien-Büchlein/ Darinnen Gleich wie am Firmament deß Himmels alle Sternen: Also auch in diesen Catechismus-Concordantzien alle das jenige/ was in dem kleinen Catechismo Lutheri/ und wo es zu finden ; Dem einfältigen gemeinen Mann und Hauß-Vater/ wie auch den jungen Schülerlein zum besten ... nach dem Alphabet ... fürgegeben / Jan, Johannes. – Zwickau : Göpner, 1658
- Apologaeum Coeli Stellati Biblici: ... ; 2 / Jan, Johannes. – Rostock : Wilde, 1650
- Hell-leuchtender Schrifft- und Stern-Himmel. Das ist/ Biblische Concordantzien : Darinnen ... nach ihrer Doctrin, Histori und Allegori, der Kern und Stern der gantzen Heil. Schrifft: ... Wie/ wo ... ein jedes mit dem geschwindesten nachzusuchen ... ; Sampt angeheffter Praxi Theologica ... Auß Lutherisch-Wittenbergischer Bibel in juster Alphabeths-Ordnung ... zusammen getragen/ und in zwey Theil verfasset / Jan, Johannes. – Rostock : Wilde, 1650
- Homo Flos. Das ist: Der Mensch ist wie eine Blume auff dem Felde. Er stirbet/ verwelcket und wird wieder Aufferstehen. : Laut deß Spruchs Davids Psalm. 103. a v. 15. usq[ue]; ad 18. ; Welchen Bey der Hochansehnlichen Leichbegängnuß der ... Mariae Barbarae Von Feilitzsch [et]c. Deß ... Urban Casparn von Feilitzsch ... Tochter/ Alß dieselbe zu Culmbach Anno 1637. Montags den 7. Augusti ... eingeschlaffen/ und den 12. eiusdem in die Hießige Pfarr- und S. Peters Kirchen ... zu ihrem Grab- und Ruhebettlein begleiten worden/ Saher, Caspar Conrad. - Altdorff : Scherff, 1637